# Lyriothemis acigastra
Lyriothemis acigastra  là loài chuồn chuồn trong họ Libellulidae, sinh sống ở Ấn Độ. Liên minh Bảo tồn Thiên nhiên Quốc tế cũng trích dẫn các bộ sưu tập rất cũ ở Myanmar, Trung Quốc và Tây Tạng.. Loài này được Selys mô tả khoa học đầu tiên năm 1878.
Người ta biết rất ít về hệ sinh thái hoặc môi trường sống của loài này, điều này có thể là do tính chất hiếm có và bí mật của nó. Các mẫu vật được báo cáo vào năm 2013 đã được tìm thấy trong các bụi cây xung quanh đầm lầy nước ngọt và suối. Các cá nhân thường hoạt động mạnh nhất vào buổi tối và buổi sáng; con đực nằm cách mặt đất khoảng 8 đến 10 mét (26 đến 33 ft), và săn những con bướm nhảy và bướm đêm.
Loài này gần giống với loài Sri Lanka L. defonsekai, được mô tả vào năm 2009. 